# Птиците умират сами (сериал)
„Птиците умират сами“ (на английски: The Thorn Birds) е телевизионен минисериал от 1983 г., направен по едноименния роман на Колийн Маккълоу. В главните роли участват Ричард Чембърлейн, Рейчъл Уорд, Барбара Стануик, Кристофър Плъмър и други. Действието започва през 1915 година в Нова Зеландия, след което се пренася в Австралия и продължава няколко десетилетия, до 1960-те. Разказва се за семейство Клиъри, и по-точно за тяхната дъщеря, която се влюбва в очарователния свещеник Ралф дьо Брикасар.
През 1996 г. е излъчен минисериалът „Птиците умират сами: Изгубени години“. Чембърлейн отново изпълнява ролята си на отец Ралф, но останалият актьорски състав е сменен.

## „Птиците умират сами“ в България
В България през годините сериалът е излъчван по няколко телевизии. За първи път се излъчва по Българската телевизия (Първа програма) през 80-те години на двадесети век. В дублажа участват з.а. Адриана Андреева и з.а. Искра Радева (Меги Клиъри) и Стефан Стефанов (Ралф дьо Брикасар).
Друго излъчване е по PRO.BG. Дублажът е на Имидж Продакшън. Ролите се озвучават от артистите Лина Златева, Гергана Стоянова, Калин Сърменов, Иван Петков и Марин Янев.
На 19 януари 2014 г. започва по Нова телевизия, всяка събота и неделя от 12:00. След него е излъчено и продължението „Птиците умират сами: Изгубени години“. Ролите се озвучават от артистите Христина Ибришимова, Ани Василева, Даниела Йорданова, Васил Бинев, Николай Николов и Симеон Владов.